# Janów (powiat chełmski)
Janów (niem. Wilhelmswald) – wieś w Polsce położona w województwie lubelskim, w powiecie chełmskim, w gminie Chełm.
W latach 1975–1998 miejscowość należała administracyjnie do województwa chełmskiego. Według Narodowego Spisu Powszechnego (III 2011 r.) liczyła 433 mieszkańców i była ósmą co do wielkości miejscowością gminy Chełm.
Wieś dogodnie położona względem Chełma przy międzynarodowym szlaku drogowym nr 12 (3 km przez połać leśną) stanowi dla miasta zaplecze o charakterze wypoczynkowym i siedliskowym. W Janowie działa fila Gminnego Ośrodka Kultury dla dzieci i młodzieży, jest niewielkie zaplecze sportowe – boisko do piłki nożnej oraz siatkówki.
Wierni Kościoła rzymskokatolickiego należą do parafii Chrystusa Pana Zbawiciela w Podgórzu.

## Historia
Wieś powstała na rozparcelowanych gruntach majątku Nowosiółki, w roku 1871 skolonizowana przez Niemców, założycielem kolonii był Wilhelm Kamenz (Wilhelmswald). Z zachowanej księgi ludności stałej z 1900 r., którą zakończono w 1932 r. pod numerem pierwszym zapisano Juliusza Mitelsztieda urodzonego w 1870 r.. Dokument podaje że w Janowie było wówczas 48 domów. Wymieniony w dokumentach z roku 1921. Według spisu powszechnego z roku 1921 miejscowość Janów (kolonia) posiadała 42 domy i 410 mieszkańców. Według spisu rolnego z 2 sierpnia 1947 r. w miejscowości było 79 gospodarstw rolnych gospodarujących na 390,92 ha.

## Zabytki
- Kościół ewangelicko-augsburski, zamieniony na szkołę
- Cmentarz ewangelicko-augsburski z 2. połowy XIX w.